# Nerine sarniensis
Nerine sarniensis és una espècie de planta herbàcia, perenne i bulbosa nativa del sud-oest de la província del Cap (Sud-àfrica) i pertanyent a la família Amaryllidaceae. És una espècie de fulla caduca que vegeta durant la tardor, l'hivern i la primavera i roman en repòs durant l'estiu. Floreix a la tardor, poc abans de produir les fulles.

## Descripció
Els bulbs comencen el creixement actiu a principis de la tardor amb l'emergència dels plançons florals, seguits més tard per les fulles. Les fulles de Nerine sarniensis varien marcadament de color segons la varietat, des del verd clar al verd fosc i fins al verd grisenc. Cap a finals de la primavera, quan la temperatura comença a elevar-se, les fulles comencen a posar-se grogues i s'assequen mentre que els bulbs inicien el llarg període de dormició de l'estiu.
Les espectaculars flors són fàcils de reconèixer: els 6 tèpals, relativament amples, irradien cap a fora en totes direccions i són fortament recorbats. La inflorescència porta d'entre 7 a 15 flors en l'extremitat d'un escap afil·le de 30 a 45 cm d'alçada. Els 6 estams de cada flor són erectes i molt evidents pel fet que els tèpals són recurvats. El color de les flors va del vermell escarlata al rosa pàl·lid i, fins i tot, hi ha una varietat de flors blanques. Les flors de les varietats vermelles d'aquesta espècie són pol·linitzades a la naturalesa per la papallona Meneris Tulbaghia.

## Cultiu
Nerine sarniensis es conrea fàcilment en un medi de molt bon drenatge. Els bulbs es planten amb el coll per fora del nivell del sòl. Necessita un lloc amb sol com a mínim durant la meitat del dia durant l'hivern. Els bulbs no resisteixen la humitat durant el període de repòs, de manera que s'ha de suspendre el reg durant l'estiu. No es recomana l'ús de fertilitzants durant el període de creixement actiu, ja que aquests afavoreixen el desenvolupament de la part vegetativa en detriment de les flors.
La propagació es fa mitjançant llavors o pels bulbets que creixen al costat del bulb original. Les llavors han de sembrar-se en un medi sorrenc tan aviat com se les cull de la càpsula. Les plantes obtingudes des de llavors floreixen per primera vegada en la seva tercera o quarta estació de creixement. Els bulbets s'han de separar del bulb original a principis de la tardor i s'han de plantar immediatament per evitar que es dessequin les seves arrels.

## Taxonomia
Nerine sarniensis va ser descrita per (L.) Herb. i publicada a Botanical Magazine 47: t. 2124. 1820.

### Etimologia
- Nerine: nom genèric que prové de la mitologia grega, on Nerine era una nimfa de la mar, protectora dels mariners i dels seus vaixells. Quan William Herbert va escollir el nom d'aquesta nimfa per anomenar la primera espècie del gènere Nerine (Nerine sarniensis) va fer al·lusió a la història que explica com aquesta espècie sud-africana va arribar a l'illa de Guernsey al Canal de la Mànega. Es diu que un vaixell que portava caixes amb bulbs d'aquesta espècie amb destinació als Països Baixos va naufragar prop d'aquestes illes. D'alguna manera les caixes van arribar a l'illa de Guernsey i els bulbs van aconseguir establir-se i multiplicar-se a les seves costes.[4]
- sarniensis: epítet geogràfic que fa al·lusió a l'"Illa de Sarnia", nom romà per l'illa de Guernsey, ja que en els temps de Linné es considerava -erròniament- que aquesta espècie era endèmica de l'illa de Guernsey (= "Sarnia") i per això la va anomenar Nerine sarniensis, és a dir, "el Nerine de l'Illa de Sarnia".

### Sinonímia
- Amaryllis corusca Ker Gawl.
- Amaryllis curvifolia Jacq.
- Amaryllis dubia Houtt.
- Amaryllis fothergilii Poir.
- Amaryllis fothergillia Andrews
- Amaryllis jacquinii Tratt.
- Amaryllis pulchra Salisb.
- Amaryllis sarniensis L.
- Amaryllis venusta Ker Gawl.
- Galatea rosea Herb.
- Galatea sarniensis (L.) Herb. ex Steud.
- Haemanthus sarniensis (L.) Thunb.
- Imhofia corusca (Ker Gawl.) Salisb.
- Imhofia curvifolia (Jacq.) Kuntze
- Imhofia glauca Salisb.
- Imhofia moorei (Leichtlin) Kuntze
- Imhofia sarniensis (L.) Salisb.
- Imhofia venusta (Ker Gawl.) Salisb.
- Lilium sarniense (L.) Curtis
- Nerine cochinchinensis M.Roem.
- Nerine corusca (Ker Gawl.) Herb.
- Nerine curvifolia (Jacq.) Herb.
- Nerine curvifolia var. fothergilii (Poir.) Baker
- Nerine fothergilii var. major Fitzh.
- Nerine fothergillii (Poir.) M.Roem.
- Nerine insignis Leichtlin
- Nerine jacquinii (Tratt.) M.Roem.
- Nerine moorei Leichtlin
- Nerine plantii (Baker) auct.
- Nerine rosea Herb.
- Nerine sarniensis var. corusca (Ker Gawl.) Baker
- Nerine sarniensis var. curvifolia (Jacq.) Traub
- Nerine sarniensis f. curvifolia (Jacq.) Traub
- Nerine sarniensis f. fothergilii (Poir.) Traub
- Nerine sarniensis var. moorei (Leichtlin) Traub
- Nerine sarniensis var. plantii Baker
- Nerine sarniensis var. profusa Baker
- Nerine sarniensis var. rosea (Herb.) Baker
- Nerine sarniensis var. venusta (Ker Gawl.) Baker
- Nerine venusta (Ker Gawl.) Herb.
- Nerine venusta var. minor Herb.[3]